# 布赫尼
49°36′29″N 29°19′17″E / 49.60806°N 29.32139°E
布赫尼（烏克蘭語：Бухни），是烏克蘭的村落，位於該國西南部文尼察州，由文尼察區負責管轄，面積0.21平方公里，海拔高度220米，2001年人口526，人口密度每平方公里2,553.4人。